# 大月笹子中継局
大月笹子中継局（おおつきささごちゅうけいきょく）は、山梨県大月市初狩町に設置されているテレビ中継局。2009年8月に地上デジタル放送の中継局が開局した。

## 概要
- 当中継局は、山梨県内向けのテレビ放送を大月市初狩町内などへ電波を発射している。

## 中継局

### デジタル放送
各局の放送設備（チャンネル）の概要は以下の通りである。
| リモコンキーID | 放送局名          | 物理チャンネル | 空中線電力 | ERP  | 放送対象地域 | 放送区域内世帯数 |
| 1              | NHK甲府総合テレビ | 41ch           | 300mW      | 1.3W | 山梨県       | 340世帯          |
| 2              | NHK甲府教育テレビ | 43ch           | 300mW      | 1.3W | 全国         | 340世帯          |
| 4              | YBS山梨放送       | 39ch           | 300mW      | 1.3W | 山梨県       | 340世帯          |
| 6              | UTYテレビ山梨     | 37ch           | 300mW      | 1.3W | 山梨県       | 340世帯          |

### アナログ放送
各局の放送設備（チャンネル）の概要は以下の通りである。
| 放送局名          | チャンネル | 空中線電力        | ERP               | 放送対象地域 | 放送区域内世帯数 |
| UTYテレビ山梨     | 47ch       | 映像3w /音声970mW | 映像14W /音声1.3w | 山梨県       | 約-世帯          |
| YBS山梨放送       | 49ch       | 映像3w /音声970mW | 映像14W /音声1.3w | 山梨県       | 約-世帯          |
| NHK甲府教育テレビ | 57ch       | 映像3w /音声970mW | 映像14W /音声1.3w | 全国         | 約-世帯          |
| NHK甲府総合テレビ | 59ch       | 映像3w /音声970mW | 映像14W /音声1.3w | 山梨県       | 約-世帯          |

## 放送エリア
- 大月市初狩町地区

## その他
- 当中継局は、国道20号・中央自動車道からも見える。

## 所在地
- 山梨県大月市初狩町中初狩字神戸（藤沢西方高地）